# Geldschuld
Unter Geldschuld (oder Geldzahlungsschuld) wird im Rechtssinne jede Schuld bezeichnet, die der Schuldner mit gesetzlichen Zahlungsmitteln in einer bestimmten Währung zu begleichen hat.

## Allgemeines
International resultieren Geldschulden aus einem Schuldverhältnis, das ein vertragliches (etwa der Kaufvertrag) oder ein gesetzliches (etwa eine unerlaubte Handlung) sein kann. Sie alle haben einen Gläubiger und einen Schuldner, von denen Letzterer der Zahlungspflichtige ist.

## Rechtsfragen
Das Bürgerliche Gesetzbuch (BGB) regelt angesichts der überragenden Bedeutung von Geldschulden im Alltag nur fragmentarisch diese Thematik, denn lediglich die §§ 244 und 270 BGB befassen sich mit Geldschulden. § 244 BGB regelt die Zahlung einer Geldschuld, die auf Fremdwährung lautet. Sie kann in Euro gezahlt werden, falls die Zahlung in Fremdwährung nicht ausdrücklich vereinbart wurde (Effektivklausel).
Nach § 270 BGB sind Geldschulden am Wohnsitz oder Geschäftssitz des Gläubigers zu zahlen, und zwar auf Gefahr und Kosten des Schuldners (siehe Leistungsort).

### Entstehung von Geldschulden
Geldschulden entstehen insbesondere aus Schuldverhältnissen.
Darunter versteht man vertragliche (wie der Kaufvertrag oder der Darlehensvertrag), gesetzliche (wie aus ungerechtfertigter Bereicherung) oder rechtsgeschäftsähnliche (wie aus culpa in contrahendo).
Sie können auch aus Urteilen, Geldbußen oder Ordnungswidrigkeiten resultieren, die jemanden zur Zahlung einer Geldstrafe verurteilen oder auferlegen und nicht sofort bezahlt worden sind.
Auch die Festsetzung von Steuern durch Steuerbescheide führt bei nicht sofortiger Bezahlung zu Geldschulden.
Geldschuldner hieraus ist, wer zur Geldzahlung verpflichtet ist.

### Geldsachschulden
Bei Geldsachschulden geht es ausnahmsweise um Geld als Ware, wenn Sammlermünzen der Kaufgegenstand sind.
Geldsachschulden werden in Geldstückschulden und Geldsortenschulden unterteilt.
Geld kann im Einzelfall Stückschuld sein, wenn nämlich ein Münzsammler einen Maria-Theresien-Taler kauft.
Eine echte Geldsortenschuld liegt beim Kauf (irgend)eines Krugerrands vor.
Der Unterschied zwischen beiden Sammlermünzen liegt darin, dass der Maria-Theresien-Taler immer ein einzeln angefertigtes Stück ist, das vom Käufer individuell ausgesucht und erworben wird.
Der Krugerrand ist im Herstellungsland Südafrika als offizielles gesetzliches Zahlungsmittel hingegen als austauschbares Massenprodukt eine Gattungsschuld.
Das Gesetz regelt in § 245 BGB zudem noch die unechte Geldsortenschuld, wenn den Schuldner eine Geldzahlungspflicht in einer Münzsorte trifft, die sich zum Zahlungszeitpunkt nicht mehr in Umlauf befindet.
Dann darf er seine Schulden als normale Geldzahlungsschuld betrachten.

### Geldzahlungsschulden
Geld(zahlungs)schulden sind ansonsten im Regelfall Gattungsschulden besonderer Art. Sie werden durch den baren und unbaren Zahlungsverkehr beglichen.
Um erfüllungsfähig zu sein, muss ein festgelegter Geldbetrag vereinbart werden.

### Erfüllung von Geldschulden
Das Gesetz kennt nur die Erfüllung der Geldschulden durch Geldzahlung, obwohl dies nicht ausdrücklich geregelt ist.

#### Barzahlung
Die Barzahlung ist nach traditionellem Verständnis die „eigentlich“ geschuldete Leistung des Geldschuldners und führt daher durch Übereignung des Bargelds nach § 929 Satz 1 BGB zur Erfüllung der Geldschuld.
Zu zahlen ist durch Barzahlung mit gesetzlichen Zahlungsmitteln in der vertraglich oder sonst wie vorgeschriebenen Währung.
Zahlt der Geldschuldner in dieser vorgesehenen Form, trifft den Gläubiger eine unbeschränkte Annahmepflicht (bei Banknoten, bei Münzen beschränkt; siehe Zahlungsmittel).

#### Buchgeld
Da erwartet wird, dass Geldschulden in Bargeld beglichen werden, ist Buchgeld in Form von Banküberweisungen, Schecks, Wechseln oder sonstigen unbaren Transaktionen wie Kreditkarten im Zweifel keine vertragsgemäße Erfüllung.

##### Überweisung
Die Banküberweisung ist eine Zahlung durch Buchgeld, das kein gesetzliches Zahlungsmittel ist und daher keinen Annahmezwang beim Gläubiger auslöst.
Dabei ist zu berücksichtigen, dass die Empfängerbank nicht „Dritter“ im Sinne des § 362 Abs. 2 BGB ist, sondern lediglich als Zahlstelle des Gläubigers fungiert.
Das erforderliche Einverständnis des Gläubigers zu einer Überweisung kann stillschweigend in der Bekanntgabe seines Girokontos auf Geschäftsbriefen oder Rechnungen gesehen werden.
Bei einer Banküberweisung wird der zur Erfüllung erforderliche Leistungserfolg mangels anderer Vereinbarung nur dann erzielt, wenn der Gläubiger den geschuldeten Geldbetrag endgültig zur freien Verfügung erhält.
Das ist der Fall, wenn der überwiesene Betrag dem Gläubigerkonto gutgeschrieben wird und der Gläubiger alleinige Verfügungsbefugnis über das Konto besitzt (also Einzelkonto oder „Oder-Konto“ beim Gemeinschaftskonto).
Die herrschende Meinung sieht im bargeldlosen Zahlungsverkehr eine Leistung an Erfüllungs statt, weil nicht das geschuldete Bargeld, sondern Buchgeld gezahlt wurde.
Da die bloße Leistungshandlung (Erteilung eines Überweisungsauftrags an die kontoführende Bank des Schuldners) für die Erfüllung nicht ausreicht, muss der Leistungserfolg eintreten (durch endgültige Gutschrift des Buchgeldes auf dem Girokonto des Gläubigers mit dessen freier Verfügung).

##### Scheck
Erfüllt der Schuldner eine Geldzahlungsschuld durch Scheck, so liegt eine Leistung erfüllungshalber vor.
Die Erfüllung des Schuldverhältnisses tritt dabei erst ein, wenn dem Gläubiger aus dem erfüllungshalber überlassenen Scheck tatsächlich Mittel zufließen; bis dahin bleibt seine Forderung vollständig bestehen (§ 364 Abs. 2 BGB).
Der bankübliche Gutschriftshinweis „Eingang vorbehalten (E. v.)“ auf dem Kontoauszug stellt noch keine endgültige Gutschrift dar; erst mit endgültiger Einlösung des Schecks durch den Schuldner ist auch dessen Geldschuld erloschen.
Eine Schuld, zu deren Bezahlung erfüllungshalber ein Scheck hingegeben wurde, erlischt erst mit dessen Einlösung zugunsten des Scheckberechtigten.
Wie der BGH in diesem Urteil weiter ausführt, kann in der Übersendung des Schecks zwanglos ein schlüssig erklärtes Angebot des Schuldners an seinen Gläubiger auf Abschluss eines Scheckbegebungsvertrages gesehen werden.

### Arten
Nach der Art der betragsmäßigen Fixierung unterscheidet man Geldsummenschuld und Geldwertschuld, wobei erstere der Regelfall ist.

#### Geldsummenschuld
Bei einer Geldsummenschuld ist das Wertquantum ausschließlich in Währungseinheiten festgelegt.
Daher wird sie auch Geldbetragsschuld genannt.
Ihr Wert ist also abhängig vom Nennwert.
Das Risiko der Entwertung etwa durch Inflation trägt der Gläubiger.
Wertsicherungsklauseln unterliegen gesetzlichen Beschränkungen.
Diesem Umstand verdankt das Rechtsinstitut des Wegfalls der Geschäftsgrundlage seine Entstehung.

#### Geldwertschuld
Bei einer Geldwertschuld richtet sich der Leistungsinhalt dagegen nach dem in Geld zu berechnenden Wert eines Gegenstandes oder Vermögens.
Sie ist damit wertbeständiger.

### Abgrenzung Bringschuld zur Schickschuld
Bisher galt nach allgemeiner Auffassung, dass die Geldschuld eine qualifizierte Schickschuld sei, bei der Leistungsort und Erfolgsort auseinanderfallen. Der Schuldner hatte lediglich die Gefahr der Geldübermittlung (Verlustgefahr), nicht jedoch die Gefahr der Verzögerung (etwa bei einer Banküberweisung) zu tragen.
Die Richtlinie 2011/7/EU des Europäischen Parlaments und des EU-Rates vom 16. Februar 2011 zur Bekämpfung von Zahlungsverzug im Geschäftsverkehr und ein Urteil des Gerichtshofs der Europäischen Union (EuGH) vom April 2008 hatten in Deutschland für Rechtsunsicherheit gesorgt. Bis dahin galt, dass der Schuldner die Geldschuld auf seine Gefahr und seine Kosten dem Gläubiger an dessen Wohnsitz zu übermitteln hat (§ 270 Abs. 1 BGB), bei Gewerbebetrieben als Gläubiger ist der Geschäftssitz oder der Ort der Niederlassung der Zahlungsort (§ 270 Abs. 2 BGB).
Im Oktober 2016 entschied der Bundesgerichtshof (BGH) hierzu, dass der Schuldner zwar rechtzeitig alles getan haben muss, was seinerseits am Leistungsort erforderlich ist, um den Gläubiger zu befriedigen; der Leistungserfolg – die Gutschrift des Überweisungsbetrages auf dem Zahlungsempfängerkonto – gehört jedoch nicht mehr zur Leistungshandlung des Schuldners. Der BGH bestätigte in diesem Urteil, dass weder die EU-Richtlinie noch das Urteil des EuGH hieran für den Verbraucher als Schuldner etwas ändern. Im Geschäftsverkehr von Unternehmen untereinander (Business-to-Business) oder mit der öffentlichen Verwaltung (Business-to-Administration) gilt jedoch, dass die Zahlung des Schuldners als verspätet anzusehen ist, wenn der Gläubiger nicht rechtzeitig über den geschuldeten Betrag verfügen kann; der geschuldete Betrag muss auf dem Konto des Gläubigers fristgemäß gutgeschrieben worden sein. Verträge mit Verbrauchern unterfallen nicht dem Anwendungsbereich dieser EU-Richtlinie. Eine Ausdehnung auf Verbraucher ist nach ihrer Zielsetzung auch nicht erwünscht, denn der Erwägungsgrund 8 der EU-Richtlinie sieht vor, dass ihr Anwendungsbereich auf die als Entgelt für Handelsgeschäfte geleisteten Zahlungen beschränkt sein und keine Geschäfte mit Verbrauchern umfassen sollte.
Praktische Konsequenzen ergeben sich dabei vor allem für die haftungsträchtige Frage, wie lange sich der Schuldner noch in Zahlungsverzug befindet und wer für eventuelle Verzugsschäden aufzukommen hat.

### Sonstiges
Geldschulden sind keine kursabhängigen Wertschulden (Valorismus); zusätzlich gilt der Grundsatz des BGB, dass jeder Gegenstand in Geld aufgewogen werden kann.
Aus dem Prinzip der unbeschränkten Vermögenshaftung ergibt sich der Grundsatz „Geld hat man zu haben“, denn „nicht zahlen können“ befreit nicht vom Zahlenmüssen. Bei Geldschulden kann nämlich keine Unmöglichkeit im Sinne des § 275 BGB eintreten. Ansonsten wird der Schuldner von einer eingegangenen Vertragspflicht befreit, wenn ihm die betreffende Leistung unmöglich ist oder wird. Er muss die unmögliche Leistung nicht mehr erbringen, verliert dann aber seinen Anspruch auf die vertragliche Gegenleistung: Brennt das verkaufte Auto vor der vereinbarten Übergabe an den Käufer ab, muss es nicht mehr geliefert werden. Geldschulden dagegen unterliegen einer unbeschränkten Vermögenshaftung, es gilt der Grundsatz „Geld hat man zu haben“. Für seine finanzielle Leistungsfähigkeit hat ein Geldschuldner verschuldensunabhängig einzustehen. Kann der Käufer den Kaufpreis nicht bezahlen, haftet er hierfür mit seinem gesamten Vermögen, der Gläubiger kann seinen Zahlungsanspruch notfalls auch durch Zwangsvollstreckung durchsetzen lassen. Das sieht auch der Bundesgerichtshof (BGH) so, denn eine auf Zahlungsrückstand gestützte Kündigung eines auf Sozialhilfe angewiesenen Wohnungsmieters ist wirksam, obwohl diesem die beantragte Mietübernahme über mehrere Monate hinweg vom Sozialamt zu Unrecht nicht gewährt worden war. Nach diesem Urteil befreit eine Leistungsunfähigkeit aufgrund wirtschaftlicher Schwierigkeiten den Schuldner auch dann nicht von den Folgen des Ausbleibens der (rechtzeitigen) Leistung, wenn sie auf unverschuldeter Ursache beruht. Vielmehr hat jedermann nach dem Prinzip der unbeschränkten Vermögenshaftung, das § 276 Abs. 1 Satz 1 BGB zugrunde liegt und das im Übrigen auch aus dem geltenden Zwangsvollstreckungs- und Insolvenzrecht abzuleiten ist, ohne Rücksicht auf ein Verschulden für seine finanzielle Leistungsfähigkeit einzustehen.
Kann man eine Geldschuld nicht begleichen, bleibt nämlich zur Befriedigung der Gläubiger nur der Weg in die Insolvenz. Die Geldschuld bleibt als Wertschuld auch bei Untergang der gesamten Geldsorte bestehen.

## International
Seit dem 1. März 2013 gilt in Österreich § 907a ABGB. Danach sind Geldschulden grundsätzlich Bringschulden und damit am Wohnsitz des Gläubigers zu bezahlen.
Auch in der Schweiz sind Geldschulden gemäß Art. 74 Abs. 2 Ziff. 1 OR Bringschulden und müssen am Fälligkeitstag dem Gläubiger gutgeschrieben worden sein. Bankarbeitstage muss der Schuldner bei seiner Überweisung berücksichtigen.